# Karl Lundgrén

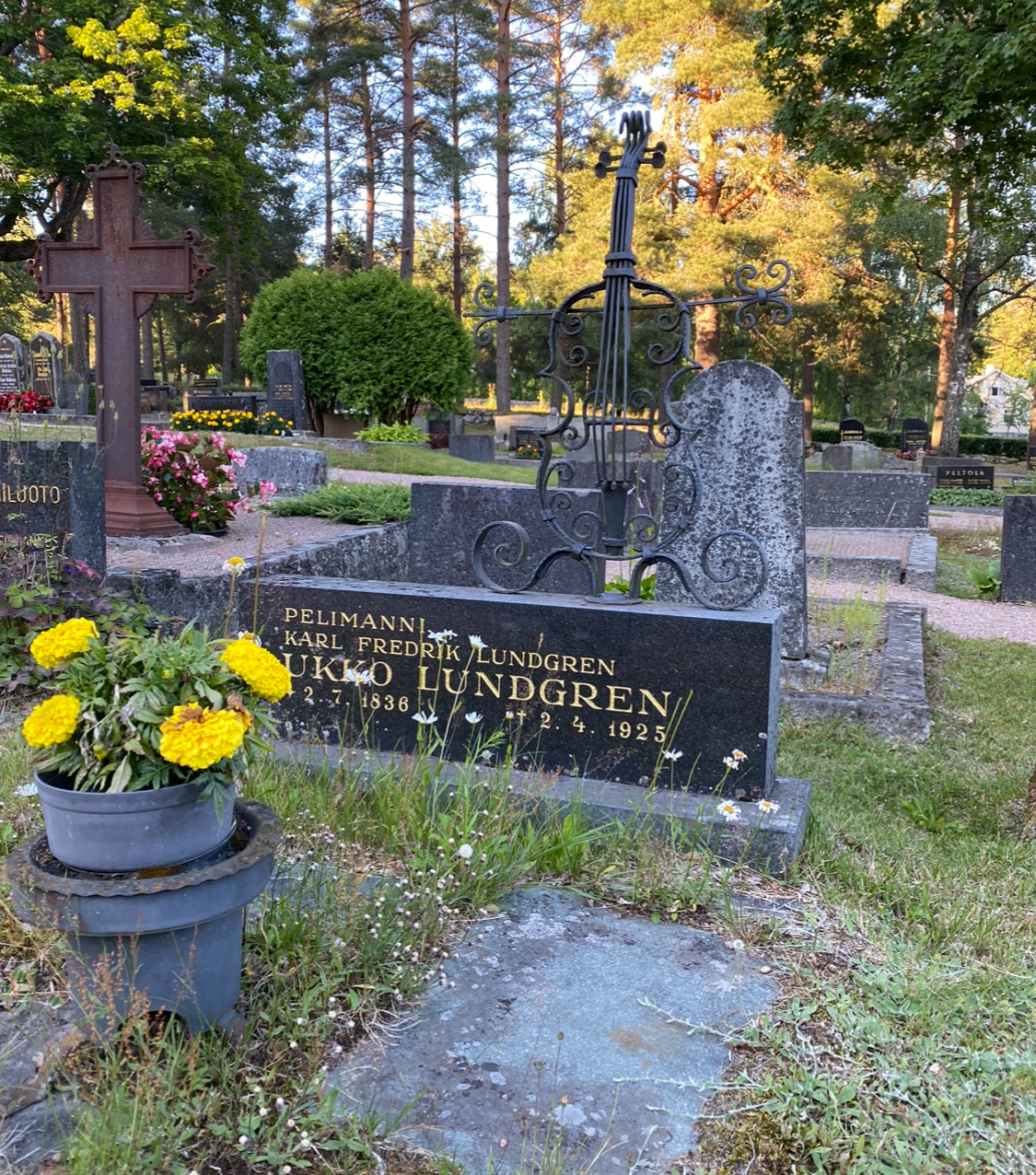
Karl Lundgréns grav på Nummis begravningsplats.

Karl Fredrik Lundgrén, född 2 juli 1836 i Nummis, Storfurstendömet Finland, död 2 april 1925 Nummis, Finland, var en finländsk spelman och urmakare. Lundgrén var under sin levnad en av de mest kända spelmännen i Nyland. Lundgréns musik har spelats in och man kan lyssna på hans musik på bland annat Finska litteratursällskapets CD Tilulii – Perinnemusiikkia Uudeltamaalta (svenska: Tilulii – Traditionell musik från Nyland). Lundgrén har även kallats Ukko Lundgén på finska alltså Gubben Lundgrén på svenska.
Karl Lundgrén finns även i Suomi-Filmis Bröllopet på Suursalo från 1924. 
Lundgrén är begravd i Nummis. Ett minnesmärke, Den tysta fiolen, avtäcktes vid hans grav år 1972. Minnesmärket är utfört av konstnären Valio Karenius.